# دانشگاه انگاوندره
دانشگاه انگاوندره (به لاتین: University of Ngaoundéré) یک دانشگاه در کامرون است که در انگاوندره واقع شده‌است.